# Eustala albiventer
Eustala albiventer är en spindelart som först beskrevs av Eugen von Keyserling 1884.  Eustala albiventer ingår i släktet Eustala och familjen hjulspindlar. Inga underarter finns listade i Catalogue of Life.